# حولي
حولّي منطقة من مناطق محافظة حولي في دولة الكويت تقع على بعد 7 كم إلى جنوب العاصمة، وقد تأسست في عام 1906 عندما اكتشف في تلك السنة بئر عذبة غزيرة وسمي البئر باسم حوليا لحلاوة ماءه.
تعتبر حولي منطقة سكنية حيث توجد العمالة الوافدة العربية والأجنبية بنسبة كبيرة في المنطقة نظرا لوجود الكثير من العمارات السكنية هناك، كذلك تعتبر حولي منطقة تجارية، حيث تكثر فيها المحلات والأسواق التجارية، أبرز معالم المنطقة مجمع المهلب الذي أطلق عليه هذا الاسم نسبة إلى البوم الكويتي الشهير (بوم المهلب) وهو على شكل سفينة كبيرة، كذلك مجمع الرحاب الذي يعتبر من أقدم المجمعات الكويتية بالإضافة إلى مجمعي النقرة الشمالي والجنوبي، ومجمع بيروت من المجمعات الحديثة، وشارع ابن خلدون الشهير الذي يضج بالمحلات ذات الصلة بالإلكترونيات، والعديد من القهاوي والمساجد والمدارس والمعاهد والكليات الحكومية والخاصة، كذلك لا ننسى وجود واحد من أهم الأندية في دولة الكويت وأبرزها نادي القادسية الكويتي الذي يقع على أطراف المنطقة كما لا ننسى أن نذكر في حولي في شارع بيروت الشركات العالمية.

## الجغرافيا
تقع منطقة حولي في موقع استراتيجي إلى الجنوب من مدينة الكويت بنحو 7 كيلومترات. تحدها من الشرق منطقة السالمية ومن الغرب الجابرية، بينما تقع النقرة إلى الجنوب والسالمية إلى الشمال الشرقي. ويبلغ متوسط ارتفاعها عن سطح البحر نحو 10 أمتار.

## تاريخ
تأسست منطقة حولي في عام 1906. وكانت منازل حولي في بداية نشأتها عبارة عن أكواخ مصنوعة من سعف النخل والخشب تسمى باللهجة المحلية بالكبارة. ومع ازدياد عدد سكان منطقة حولي أصبحت البيوت تصنع من طين. ومن أبرز معالم حولي القديمة هو مسجد بن عويد الذي بني في عام 1920.

## دراسات وإحصاءات

### إحصاءات
أظهرت تقارير الجهاز المركزي للإحصاء في الكويت أن عدد سكان حولي بلغ نحو 218,141 نسمة حسب تعداد 2020، مع معدل كثافة سكانية مرتفع قياساً بمساحتها المحدودة. وتشير البيانات الرسمية إلى أن المنطقة تضم نسباً مرتفعة من الأسر الوافدة، خصوصاً من جنوب آسيا، وهو ما انعكس على طبيعة الأنشطة الاقتصادية والتجارية فيها.

### دراسات وأبحاث
- تناولت عدة دراسات أكاديمية أوضاع مدينة حولي من جوانب عمرانية واجتماعية. فقد أشارت أبحاث منشورة في مجلات أكاديمية إلى أن حولي تمثل نموذجاً للتحضر السريع في الكويت منذ ستينيات القرن العشرين، حيث استقطبت موجات من العمالة الوافدة وأسهمت في نمو الكثافة السكانية بشكل لافت.[8]

- تناولت بحوث بيئية تقديرات التأثر بارتفاع مستوى سطح البحر في سواحل الكويت، وأشارت إلى أن محافظتي العاصمة وحولي من أكثر المناطق عرضة للمخاطر، ما يستدعي سياسات تكيّف حضريّة لحماية البنية التحتية والمناطق السكنية.[9][10]

- وثّقت دراسات طبية في الكويت معدلات مرتفعة لزيادة الوزن والسمنة بين تلاميذ المرحلة الابتدائية (6–12 سنة)، وارتبطت النتائج بعوامل نمط الحياة مثل قلة النشاط البدني وكثرة مشاهدة التلفاز والعادات الغذائية السريعة.[11][12]
- في مجال التخطيط العمراني، أنجز مكتب Gulf Consult بالتعاون مع WS Atkins مشروعًا لإعادة تخطيط المخطط الرئيسي لحولي، شمل مسحًا ميدانيًا مكثفًا لاستعمالات الأراضي وحالة المباني، وتأسيس قاعدة بيانات تدعم القرارات التخطيطية المستقبلية.[13]

- في دراسة منشورة في مجلة World Journal of Environmental Biosciences (2025) حول توزيع الخدمات في المناطق الساحلية الكويتية، وُجد أن حولي تتميز بتوافر مرتفع للخدمات التعليمية والصحية، وهو ما يعكس دورها كمركز حضري وتجاري رئيسي.[14]

## السياحة
تضم منطقة حولي عدداً من الفنادق التي تخدم الزوار والوافدين، وتتدرج من فنادق متوسطة الفئة إلى فنادق راقية. ومن بين هذه المنشآت فنادق مثل فندق «كوستا ديل سول» و«بالمز بيتش» إضافة إلى عدة فنادق عائلية وشقق فندقية، وتتركز معظمها قرب الشوارع التجارية الرئيسية مثل شارع سالم المبارك وشارع تونس، مما يجعلها خياراً مناسباً للزوار بغرض السياحة أو الإقامة القصيرة المرتبطة بالأعمال.

## أعلام
- عبد الله كامل الكندري